# 2,3-Dibrom-1,4-benzochinon
2,3-Dibrombenzochinon ist eine chemische Verbindung, die zu den Chinonen gehört.

## Herstellung
Ausgangsstoff für die Herstellung von 2,3-Dibrom-1,4-benzochinon ist 1,4-Benzochinon, das mit elementarem Brom zunächst an den Positionen 2 und 3 bromiert wird, wobei als Zwischenprodukt 2,3-Dibromhydrochinon entsteht. Anschließend wird durch Oxidation mit Eisen(III)-chlorid die gewünschte Verbindung hergestellt.